# Chelsea FC
Chelsea FC (celým názvem: Chelsea Football Club) je anglický fotbalový klub, který sídlí v londýnské jihozápadní čtvrti Fulham. Založen byl 10. března roku 1905. Od sezóny 1992/93 působí v Premier League (nejvyšší fotbalová soutěž v Anglii). Klubové barvy jsou modrá a bílá.
Jejími rivaly jsou další kluby z Londýna jako Arsenal a Tottenham Hotspur, vzájemná rivalita těchto klubů je ovšem ještě intenzivnější než je tomu u obou vůči Chelsea.
Rivalita s Manchesterem United vznikla na základě ambicí obou klubů, Chelsea se stala vyzývatelem United jako dříve dominantní síly v anglickém fotbale.
V minulosti vnímali její příznivci jako rivala též Leeds United, vzestup na evropském poli zase několikrát dostal Chelsea do křížku s Barcelonou.
V roce 2008 se Chelsea poprvé dostala do finále Ligy mistrů UEFA, v penaltovém rozstřelu ovšem proti Manchesteru United neuspěla. V roce 2012 již uspěla, a to proti Bayernu Mnichov na jeho stadionu a v roce 2021 na tento triumf navázala, když ve finále přehrála Manchester City.
Své domácí zápasy odehrává na stadionu Stamford Bridge s kapacitou 41 853 diváků. Ten své jméno získal po jednom z mostů přes řeku Temži, který stál v londýnské čtvrti Chelsea poblíž dnešního stadionu.

## Dějiny klubu

### Založení a první roky
Roku 1896 koupil obchodník s nemovitostmi Henry Augustus „Gus“ Mears spolu se svým bratrem Josephem atletické hřiště na Stamford Bridge a poté i sousedící zahradu jako základ pro fotbalový stadión, který zde chtěl postavit. Společnost The Great Western Railway mu ovšem předložila atraktivní nabídku ke koupi plochy za účelem těžby uhlí a následné výstavby tovární vlečky. Mears prodej sice zvažoval, ale nakonec se sešel s architektem fotbalových tribun Archibaldem Leitchem a vyměřili hřiště. Ale dokonce ani v této fázi se neuvažovalo o utvoření nového fotbalového klubu. Hrací plocha totiž byla nabídnuta týmu Fulham FC pro jejich domácí zápasy za nájem 1500 liber ročně. Mužstvo Fulhamu se však na Stamford Bridge nakonec nepřestěhovalo, zmíněná suma prý byla příliš vysoká. Mearsův přítel finančník Fred W. Parker mu navrhl, aby založil svůj vlastní klub. Mearsovi se nápad líbil a souhlasil – oficiálním datem založení klubu se tak stal 10. březen 1905. Protože již bylo jméno Fulham FC zabrané, klub si zvolil název podle přilehlého okrsku Metropolitan Borough of Chelsea. Hráči nosili světlé modré dresy, bílé trenýrky a tmavě modré štulpny.

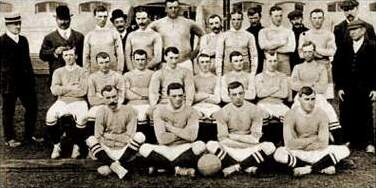
Chelsea v roce 1905

V roce 1905 byla podána žádost o připojení do Jižní ligy, avšak po protestech Fulhamu, Tottenhamu a jiných klubů, byla zamítnuta. Díky síle angažovaných fotbalistů, novému hřišti a osobnosti Freda Parkera byla Chelsea nakonec přijata do Druhé divize. Historicky první utkání sehrála 2. září 1905 na hřišti Stockportu County, který prohrála 0:1. První vítězství 1:0 přišlo o týden později proti Blackpoolu, trefil se John Tait „Jacky“ Robertson. Premiérový ročník se opravdu povedl a Chelsea dlouho bojovala o postup do nejvyšší soutěže, ale kvůli sérii čtyř utkání bez vítězství v posledních čtyřech zápasech se tak nestalo. O rok později již byla snaha úspěšná. V První divizi se Chelsea významněji neprosadila a do začátku první světové války střídala První a Druhou divizi. Největším úspěchem této éry zůstala účast ve finále FA Cupu 1915, které vyhrál poměrem 3:0 Sheffield United. K výrazným hráčům tohoto období patřili výstřední brankář William Foulke, útočníci George Hilsdon, Bob Whittingham nebo Jimmy Windridge.

### Meziválečné období a první úspěšná éra
V meziválečných letech se v modrém dresu objevilo velké množství dobrých hráčů, např. skotský internacionál Hughie Gallagher, George Mills, Harry Wilding, Vic Woodley nebo Ben Baker. Jeden čas byli dokonce všichni fotbalisté útočné vozby (tehdy pětičlenné) reprezentanti, přesto ale moc důvodů k oslavám zaplněné ochozy na Stamford Bridge neměly. Trenéři Calderhead a po něm Knighton nedokázali vytvořit v týmu vítězný duch, a tak největšími úspěchy byly 2× účast v semifinále FA Cupu (1920, 1932) a třetí místo v První divizi v sezóně 1919/1920.
Po válce převzal vedení týmu Willy Birrell a zasadil se o rozvoj mládeže. I tak se Chelsea marně snažila získat nějaký pohár. Přitom dobrých hráčů bylo opět dost – Tommy Laxton, Len Goulden, Billy Hughes, Roy Bentley a jiní. Po příchodu trenéra Teda Drakea se tým začal zlepšovat, až v sezóně 1954/1955 získal poměrně překvapivě titul. Chelsea využila velké vyrovnanosti v horní polovině tabulky sérií deseti utkání bez porážky (včetně sedmi vítězství) a rozhodla o svém prvenství. V následujících letech se díky předvídavosti a dobrému odhadu Dickieho Fosse a výbornému scoutingu Jimmyho Thompsona na Stamford Bridge dostala řada mladých hráčů, kteří si zde během pár let udělali jméno a stali se oporami mužstva, například Jimmy Greaves či Ron Tindall. I když se na titul nepodařilo navázat, zárodky budoucích úspěchů byly zasety.
Příchod Tommyho Dochertyho v roce 1961 odstartoval první zlaté období v historii klubu. Mladí odchovanci přebrali otěže a i když první rok Chelsea sestoupila do Druhé divize, hned v dalším roce vrátila zpět a v následujících devíti ročnících sahala po metách nejvyšších (sled umístění v tabulce: 5., 3., 5., 9., 6., 5., 3., 6. a 7. ). Mezitím se v roce 1965 mohli Blues (jak se týmu v té době začalo přezdívat) radovat ze zisku Anglického ligového poháru, dařilo i v FA Cupu (dvakrát semifinále, stejně tak finále, z nichž to v roce 1970 bylo vítězné) a následně triumf v Poháru Vítězů Pohárů proti Realu Madrid. Základními pilíři tohoto týmu byli Peter Houseman, Bobby Tambling, Ron Harris, Peter Osgood nebo legendární brankář Peter Bonnetti.

### Na hraně zániku, reinkarnace a stabilizace
Po skvělých šedesátých letech přišla velmi slabá sedmdesátá. Za odcházející staré opory nebyla kvalitní náhrada, protože
výstavba East Stand na Stamford Bridge odčerpala z klubové pokladny všechny peníze. Vedení muselo prodávat hráče, trenéři se střídali jak na běžícím pásu a Chelsea se propadla o soutěž níž. Na začátku osmdesátých let to vypadalo s klubem téměř beznadějně: obrovské dluhy, zastavené pozemky, přestárlý tým. Akcie klubu tehdy koupil za symbolickou 1 libru Ken Bates a začal s důkladnou reorganizací. Angažoval Johna Neila, který musel zachraňovat topící se Chelsea ze dna tabulky Druhé divize a svými chytrými transfery tak položil základy nového týmu (mj. Nevin, McLaughlin, Speedie, Dixon, Spackman, Niedzwiecki), který v roce 1984 vyhrál druhodivizní titul a postoupil opět mezi elitu. Týmu se ujal John Hollins a dvakrát za sebou skončil na velmi lichotivé šesté příčce. Po nevydařeném závěru ročníku 1987/88 Chelsea sestoupila, ale rok na to famózní jízdou vyhrála Druhou divizi a ročník 1989/90 uzavřela nejlépe za posledních dvacet let, když skončila pátá. Na začátku devadesátých let byly konečně vyřešeny spory o Stamford Bridge a byly navržena rozsáhlá rekonstrukce. I přes značnou finanční zátěž se týmu podařilo setrvat v klidných vodách nově vzniklé Premier League. Dokonce se povedlo vybojovat finále FA Cupu 1994, ve kterém byl lepší Manchester United poměrem 4:0.

### Premier League a druhá úspěšná éra
Po Euru 1996 se do Anglie začali hrnout hráči z celé Evropy a Chelsea byla jedním z klubů, které na tom vydělaly. Kouč Glenn Hoddle dokázal přivábit skvělé hráče jako byli Dan Petrescu nebo Ruud Gullit, druhý jmenovaný po něm později převzal trenérskou funkci. „Blues“ pak každý rok útočili na ligový titul, jenže nejlépe skončili těsně třetí v sezóně 1998/1999. Co se nedařilo v lize, vycházelo jinde: vítězství v Community Shield 2000, Ligovém poháru 1998, dvojnásobné vítězství v FA Cupu 1997 a 2000 (plus jedno semifinále) a opět v Poháru Vítězů pohárů (1× semifinále) a Superpoháru. To už byl trenérem Gianluca Vialli a oporami týmu Ed De Goey, Franck Leboeuf, Marcel Desailly, Dennis Wise nebo Gianfranco Zola. Nicméně náročný majitel klubu Ken Bates požadoval ligový titul, účast v evropských pohárech a tím pádem vysoký finanční zisk, který potřeboval na nákladnou rekonstrukci stadionu Stamford Bridge. Po neúspěšné sezóně 1999/2000 byl trenér Vialli vyhozen a přišel Claudio Ranieri. Z počátku dostával Ranieri nové hráčské posily za vysoké částky, ale výrazný úspěch nepřicházel. Postupem času finance vysychaly a hovořilo se o vysokých dluzích a rozprodání hráčů základní jedenáctky. V červnu 2003 prodal Ken Bates svůj většinový podíl v klubu překvapivě za 60 milionů liber ruskému (od roku 2018 rusko-izraelskému) miliardářovi Romanu Abramovičovi. Tím nastala zatím nejúspěšnější doba v historii klubu. Abramovič přišel do Chelsea s jasným plánem – udělat z něj jeden z největších klubů historie. Ambice sahaly až k výšinám Manchesteru United nebo Realu Madrid. Do klubu s sebou přivedl i Marinu Granovskou, která si později vybudovala reputaci jako jedna z nejvlivnějších žen ve fotbale. Stala se ředitelkou a pravou rukou Abramoviče a někteří ji přezdívají „Železná lady“.

### Éra Romana Abramoviče

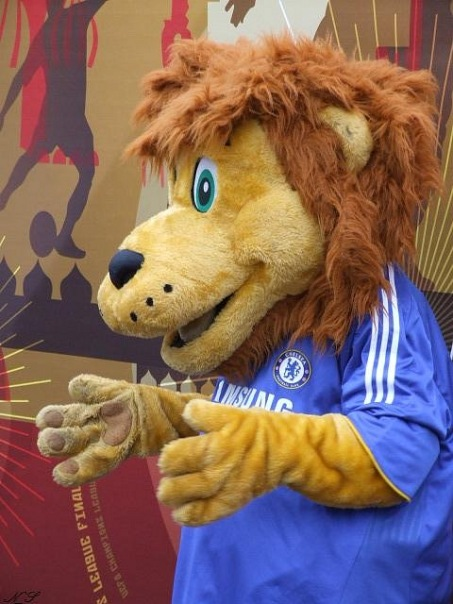
Maskot Chelsea FC

V sezóně 2004/05 vyhrál klub Premier League a Carling Cup, v následující sezóně obhájil ligový triumf. V sezóně 2006/07 sice potřetí v řadě titul anglického šampiona Chelsea nezískala, ale i tak lze označit tuto sezónu za úspěšnou: v Premier League obsadila 2. místo za vítězným Manchesterem United, vyhrála FA Cup i Carling Cup a dostala se do semifinále Ligy mistrů UEFA, kde ji na penalty vyřadil Liverpool FC. Na začátku sezóny 2007/08 odešel po dlouhodobých neshodách s majitelem klubu Abramovičem portugalský trenér José Mourinho, pod jehož vedením Chelsea během tří let získala dva ligové tituly a tři poháry. Nahradil jej izraelský trenér Avram Grant, dosavadní fotbalový ředitel klubu a Abramovičův osobní přítel. Ten ale klub opustil po prohraném finálovém utkání Champions League s Manchesterem United v Moskvě a kormidlo Chelsea po něm převzal po Euru 2008 Brazilec Luiz Felipe Scolari, který do Chelsea přivedl jednoho ze svých oblíbenců z portugalské reprezentace (kterou předtím trénoval), záložníka Deca z Barcelony. I ten však zanedlouho po svém příchodu, po málo úspěšném působení, u klubu skončil. Chelsea FC poté do konce sezóny 2008/09 vedl jako hlavní trenér Nizozemec Guus Hiddink, tehdy také trenér ruské reprezentace, který ještě dokázal vyhrát Anglický pohár. V sezonách 2009/2010 a 2010/2011 vedl tým Chelsea Carlo Ancelotti, který přišel z AC Milán, a hned ve své první sezoně vyhrál Premier League, Anglický pohár a Community Shield. Po něm byl trenérem Chelsea poměrně krátce André Villas-Boas, který skončil své působení v březnu 2012, kdy se zdálo, že sezóna 2011/2012 skončí neúspěšně.
Za této situace přišel pod vedením nového prozatímního hlavního trenéra, Itala Roberta Di Mattea, velký obrat a postup až do finále Champions League. To skončilo největším úspěchem v historii FC Chelsea – vítězstvím proti FC Bayern Mnichov dne 19. května 2012 v Mnichově. Utkání sice skončilo nerozhodně 1:1 po prodloužení, avšak penaltový rozstřel vyhrála Chelsea 4:3. Velkou zásluhu na tomto triumfu měli brankář Petr Čech (mj. zneškodnil Arjenu Robbenovi pokutový kop na začátku prodloužení a v závěrečném rozstřelu další dva) a útočník Didier Drogba (vstřelil vyrovnávací gól na 1:1 krátce před koncem řádné hrací doby a proměnil rozhodující pokutový kop v závěrečném penaltovém rozstřelu).
Toto vítězství také znamená, že se Chelsea kvalifikovala do ročníku 2012/2013 Ligy mistrů přímo, i když skončila v Premier League až na šesté příčce. Jako obhájce trofeje tak překazila případnou účast v Lize mistrů svému londýnskému rivalovi Tottenhamu Hotspur, jenž skončil v Premier League na čtvrtém místě (Tottenham by hrál předkolo Ligy mistrů, kvůli triumfu Chelsea v LM byl přeřazen do základní části Evropské ligy, neboť v LM se mohou představit maximálně 4 celky z anglické nejvyšší soutěže). Obdobná situace nastala v sezóně LM 2005/2006, kdy obhájce trofeje Liverpool FC skončil v domácí lize pátý. Liverpool tehdy dostal výjimku od UEFA a byl zařazen do prvního předkola LM, odkud si zajistil postup do skupinové fáze soutěže (tam se představily celkem 4 anglické týmy – Liverpool, Chelsea, Manchester United a Arsenal, pátý anglický tým Everton FC vypadl ve třetím předkole se španělským Villarrealem).
Roberto di Matteo byl jmenován trenérem Chelsea, ale už v listopadu 2012 byl nahrazen Rafaelem Benítezem, ten však jako bývalý trenér Liverpoolu neměl u fanoušků velkou oblibu, někteří stále volali po jeho odvolání. Po konci sezóny 2012/2013 se Chelsea jako staronový kouč ujal José Mourinho.
V sezóně 2013/14 nezískala Chelsea žádnou trofej. V Capital One Cupu překvapivě vypadla ve čtvrtfinále se Sunderlandem (prohra 1:2). V FA Cupu v osmifinále s Manchesterem City. V Lize mistrů skončila v semifinále proti Atléticu Madrid (dvojzápas 0:0 a 1:3). V Premier League skončili The Blues třetí se 4bodovou ztrátou na výherce soutěže Manchester City. Podle slov Josého Mourinha musel tým vyzrát a trofeje by měly přijít v sezóně 2014/15.
V sezóně 2014/15 se jeho slova potvrdila a Chelsea vyhrála jak Premier League, tak Ligový pohár. V Premier League vytvořila nový rekord v počtu dnů strávených na první pozici – 274. V Lize mistrů vypadla v osmifinále proti Paris Saint-Germain (1:1, 2:2). Z FA Cupu jí vyřadil ve 4. kole Bradford po prohře 2:4.
V sezóně 2015/16 ovšem Chelsea začala prohrávat, propadla se k sestupovým příčkám a vypadla z Ligového poháru na penalty proti Stoke City. Přesto se Chelsea podařilo postoupit do osmifinále Ligy Mistrů z prvního místa se 13 body. 

17. 12. 2015, v době kdy se klub nacházel na 16. místě v ligové tabulce, Chelsea propustila José Mourinha. S tímto rozhodnutím nesouhlasila většina fanoušků, kteří v dalším domácím zápase proti Sunderlandu zpívali Mourinhovo jméno, vyvěšovali transparenty a bučeli na některé hráče. Chelsea poté po zápase převzal do konce sezóny Guus Hiddink. Pod taktovkou Guuse Hiddinka Chelsea stoupla tabulkou a sezónu zakončila na desátém místě s 50 body. Z FA Cupu Chelsea vypadla ve čtvrtfinále po prohře 0:2 s Evertonem a z Ligy mistrů UEFA byla vyřazena taktéž ve čtvrtfinále po domácí i venkovní prohře 1:2 s francouzským Paris Saint-Germain. Tento neúspěch v Lize mistrů a v domácí lize znamenal, že Chelsea nehrála v sezóně 2016/17 o evropské poháry.
Již v dubnu Chelsea angažovala italského trenéra Antonia Conteho, se kterým podepsala tříletý kontrakt. Conte, v té době trenér italské reprezentace, se k týmu připojil v červenci po skončení mistrovství Evropy ve Francii. V létě do Chelsea přestoupil z mistrovského Leicesteru City N'Golo Kanté, z Olympique de Marseille byl koupen Michy Batshuayi a z PSG se vrátil David Luiz. Chelsea pod Contem začala ligu vítězně, když porazila West Ham, Watford a Burnley. Po remíze se Swansea ovšem následovaly prohry s Liverpoolem a městským rivalem Arsenalem. Po těchto prohrách Conte změnil sestavu na 3–4–3 a začala vítězná série, která k 31. prosinci činila 13 vyhraných zápasů za sebou. Tím Chelsea vyrovnala rekord počtu výher v řadě, který do té doby držel Arsenal.
Tato série byla začátkem ledna utnuta Tottenhamem venkovní prohrou 0:2, Chelsea již ale první místo neopustila.

Obranu Blues výrazně doplňoval nový záložník N'Golo Kanté, nakonec zvolený hráčem sezóny.
Vyrovnané výkony podával krajní obránce César Azpilicueta.
Změna rozestavení prospěla útočné hvězdě Edenu Hazardovi, v průběhu podzimu to však byl hrotový útočník Diego Costa, kdo táhl Blues.
Ve 25. sezóně Premier League se tak Chelsea chopila svého pátého mistrovského titulu. Trenér sezóny Antonio Conte triumfoval v soutěži, kde nově působila též další velká trenérská jména jako José Mourinho (Manchester United), Pep Guardiola (Manchester City), Arsène Wenger (Arsenal) nebo Jürgen Klopp (Liverpool).
Cesta za obhajobou započala domácí porážkou 2:3 s Burnley, při které Chelsea dohrávala bez vyloučené dvojice Cahilla a Fàbregase.
To Blues odčinili ve Wembley venku proti Tottenhamu výhrou 2:1.
Nové posily jako Tiémoué Bakayoko a Álvaro Morata nenabraly formu a nenahradily tak Nemanju Matiće a Diega Costu, kteří z klubu odešli.
Na přelomu roku Chelsea nestačila na Bournemouth (0:3) a také Watford (1:4).
Období mezi koncem ledna a začátkem dubna přineslo pět porážek v sedmi zápasech Premier League. V závěrečném 38. kole se porážkou 0:3 v Newcastlu zpečetilo umístění na pátém místě a Chelsea si tak měla minimálně rok dát od Ligy mistrů pauzu. V Ligovém poháru nestačila na Arsenal, ale vynahradila si to vítězstvím ve finále FA Cupu nad Manchesterem United.
I zásluhou výhry na hřišti Atlética ve skupiny Ligy mistrů postoupila Chelsea ze druhého místa za prvním AS Řím. V osmifinále ale nestačila na Barcelonu.
Mezi nejlepší hráče Blues patřil Eden Hazard (12 gólů v Premier League) a Willian.
Do sezóny 2018/19 zamířila Chelsea pod vedením italského trenéra Maurizia Sarriho, který si s sebou z Neapole přivedl záložníka Jorginha.
Na úvod se tým utkal s Manchesterem City o Community Shield (anglický superpohár), ale 0:2 prohrál.
Zdařilý začátek ligy se nesl na 12 zápasech bez porážky, ale tato série našla svůj konec (1:3) na stadionu Tottenhamu. O několik kol později uštědřila Chelsea porážku 2:0 Manchesteru City a oplatila jim vlastní srpnovou porážku. Server 90.min popsal ligovou sezónu jako jízdu na horské dráze.
Začátkem nového roku prohrála Chelsea venku s Arsenalem (0:2), Bournemouthem (0:4) a Manchesterem City (0:6) a mezitím vyzrála na Huddersfield (5:0).
Sarriho svěřenci se probojovávali Ligovým pohárem (Carabao Cup) a postupně přehráli pozdějšího vítěze Ligy mistrů Liverpool, Derby County vedené Frankem Lampardem, Bournemouth a pozdějšího finalistu Ligy mistrů Tottenham. Ve finále proti Manchesteru City ale v penaltovém rozstřelu neuspěli.
V konečné tabulce si Chelsea zajistila třetí místo a po roční pauze se tak měla opět ukázat Lize mistrů. Nakonec získala trofej – ve finále Evropské ligy v Baku porazila 4:1 Arsenal. Mužstvo táhl zejména Eden Hazard, pro něhož to byla poslední sezóna v klubu, odešel totiž do Realu Madrid.
V sezóně 2019/2020 nastal návrat velké legendy Franka Lamparda, který se k týmu připojil po jeho angažmá u týmu Derby County. I přes zákaz nákupů se podařilo přivést Cristiana Pulišiće z Borussie Dortmund a Matea Kovačiče, který v týmu již hostoval z Realu Madrid. Mladý trenér dokončil sezónu i přes nevyrovnané výkony na 4. místě, zaručující účast v dalším ročníku Ligy mistrů a do týmu zapracoval mnoho mladíků z akademie Chelsea. Mezi nimi nejvíce zapůsobili Mason Mount, Reece James, Tammy Abraham a Billy Gilmour.
V roce 2022 začala válka na Ukrajině, Británie zařadila Romana Abramoviče na sankční seznam. Roman Abramovič následně chtěl prodat klub a peníze dát na charitu, ovšem kvůli zařazení na sankčním seznamu nemůže klub prodat. Chelsea musela zavřít fanshopy, má zakázaný prodej vstupenek (na zápasy mohou jen permanentkáři), nesmí prodávat ani kupovat hráče a nemůže ani obnovovat s hráči smlouvy.

### Druhá výhra v Lize mistrů

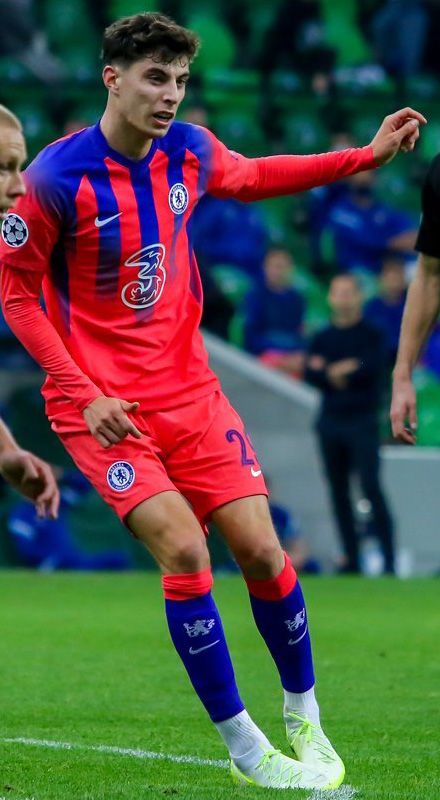
Kai Havertz na podzim 2020 v Lize mistrů UEFA proti Krasnodaru

Velké přestupy před sezónou 2020/21 slibovaly úspěšnější sezonu. K již dříve avizovaným příchodům do útoku (Hakim Zijach, Timo Werner, Kai Havertz) se později přidaly posily do obrany (Ben Chilwell, Thiago Silva, brankář Édouard Mendy). Ročník byl poznamenán proticovidovými opatřeními, fotbalové zápasy se odehrávaly před prázdnými tribunami a nejen díky vyššímu vytížení hráčů podávaly týmy nekonzistentní výkony. Po slibném začátku trvajícím do listopadu, kdy byla Chelsea favorizována k aspirantům na titul, přišla herní krize a propad tabulkou. V lednu roku 2021 byl Frank Lampard odvolán a nahrazen Thomasem Tuchelem, který tým vynesl z devátého místa mezi elitní čtveřici ke konečnému čtvrtému místu. Tuchelovi svěřenci na jaře vyřadili v rámci FA Cupu Barnsley i Sheffield United a v semifinále porazili 1:0 pozdějšího ligového mistra Manchester City. Trofej na úkor Chelsea nakonec vybojoval Leicester, jenž ji ve finále porazil 1:0.
Ve skupině Ligy mistrů pod Lampardem neporažená Chelsea v jarním osmifinále narazila na Atlétiko Madrid a po souhrnném výsledku 3:0 postoupila do čtvrtfinále s Portem. Po postupu přes Porto čelila Realu Madrid a po celkovém výsledku 3:1 dorazila do finále. V tom porazila 1:0 Manchester City díky gólu Kaie Havertze.

### 2022 - současnost: éra Boehlyho Clearlake
7. května 2022 Chelsea potvrdila, že byly dohodnuty podmínky převzetí klubu novou vlastnickou skupinou vedenou Toddem Boehlym, Clearlake Capital, Markem Walterem a Hansjörgem Wyssem. 25. května 2022 vláda schválila převzetí Chelsea konsorciem vedeným Boehlym v hodnotě 4,25 miliardy liber. 30. května 2022 byl prodej dokončen, čímž skončilo Abramovičovo devatenáctileté vlastnictví klubu.
Konsorcium vedené Toddem Boehlym, předsedou představenstva a generálním ředitelem společnosti Eldridge Industries, a společností Clearlake Capital oznámilo dokončení převodu vlastnictví společnosti Chelsea dne 30. května 2022. Součástí konsorcia je také Hansjörg Wyss, zakladatel nadace Wyss Foundation, a Mark Walter, spoluzakladatel a generální ředitel společnosti Guggenheim Partners. Walter a Boehly jsou vlastníky týmů Los Angeles Dodgers, Los Angeles Lakers a Los Angeles Sparks. Klub ve svém prohlášení uvedl, že transakce získala všechna potřebná povolení od vlád Spojeného království a Portugalska, Premier League a dalších úřadů.
20. června pak klub oznámil, že Bruce Buck, který zastával funkci předsedy od roku 2003, k 30. červnu odstoupí ze své funkce, ačkoli bude i nadále podporovat klub jako hlavní poradce. Funkci předsedy by převzal Boehly. 22. června následovala restrukturalizace představenstva klubu a oznámení odchodu dlouholeté ředitelky klubu a de facto sportovní ředitelky Mariny Granovské. O pět dní později odešel z funkce technického a výkonnostního poradce Petr Čech.
Klub přivedl Grahama Pottera z Brightonu, který Tuchela nahradil 8. září 2022. Chelsea vyhrála šest z prvních jedenácti zápasů sezony 2022/23, ale pouze pět ze zbývajících 27. Potter byl 2. dubna 2023 propuštěn a nakonec ho jako dočasný manažer nahradil Frank Lampard. pod Lampardem klub vyhrál pouze jeden z posledních 11 zápasů, což mělo za následek 9% procento výher. Lampardovo procento výher bylo nejhorší ze všech manažerů Chelsea, kteří řídili tři a více zápasů. Chelsea vstřelila za celou sezónu rekordně málo 38 gólů a poprvé od sezóny 1995/96 skončila v dolní polovině tabulky.
Mauricio Pochettino byl 1. července 2023 oznámen jako Lampardův nástupce s dvouletou smlouvou. Po vítězství v posledních pěti zápasech sezony 2023/24 dovedl Chelsea k 6. místu, což klubu vyneslo postup do 4. předkola Konferenční ligy. Po střetu se sportovními řediteli Laurencem Stewartem a Paulem Winstanleym ohledně strategie a vedení mladého týmu se Pochettino dohodl na odchodu z klubu na konci sezony.
Dne 3. června 2024 byl jako Pochettinův nástupce oznámen italský trenér Enzo Maresca, který svoji činnost zahájil 1. července 2024.

## Stadion
Hlavní článek: Stamford Bridge

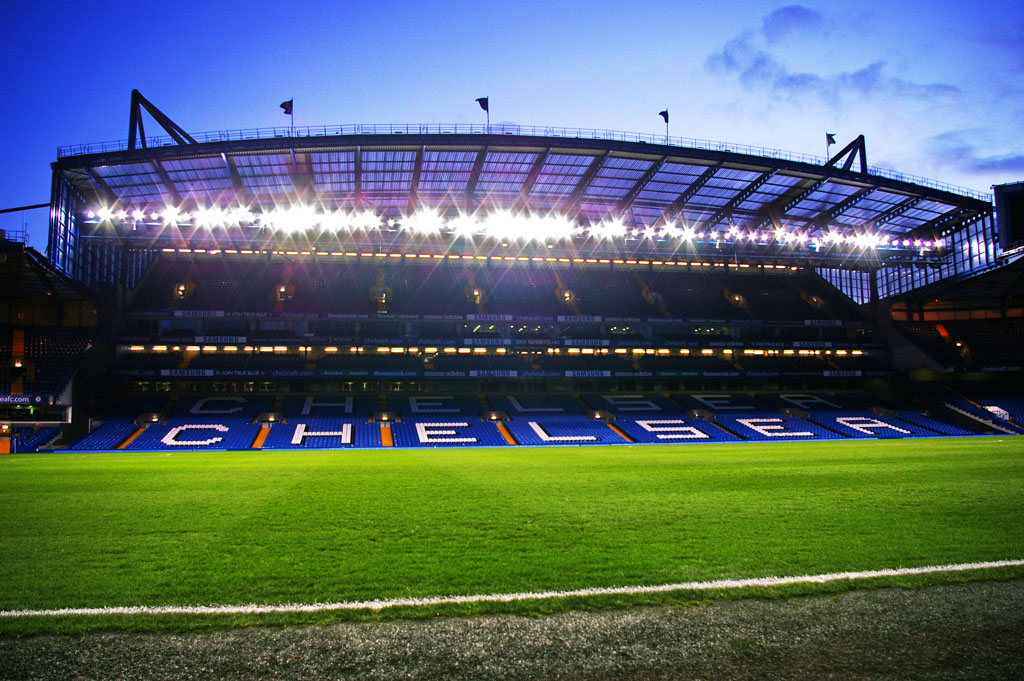
Stamford Bridge, Západní tribuna

Chelsea má od svého založení pouze jedno domácí hřiště, Stamford Bridge. Stadion byl slavnostně otevřen 28. dubna 1877 a dalších 28 let jej využíval Londýnský atletický klub jako arénu pro atletické mítinky. V roce 1904 koupil stadion podnikatel Gus Mears a jeho bratr Joseph, kteří také zakoupili nedaleký pozemek (dříve velkou tržní zahradu) s cílem pořádat fotbalové zápasy na nyní 12,5 akru (51 000 m2). Stadion Stamford Bridge navrhl pro rodinu Mearsových známý fotbalový architekt Archibald Leitch, který navrhl také stadiony Ibrox, Craven Cottage a Hampden Park. Většina fotbalových klubů byla nejprve založena a poté hledala hřiště, na kterých by mohla hrát, ale Chelsea byla založena kvůli Stamford Bridge.
Stamford Bridge měl původně kapacitu přibližně 100 000 diváků, což z něj činilo druhý největší stadion v Anglii po Crystal Palace. Na začátku 30. let 20. století byla v jižní části stadionu vybudována terasa se střechou, která zakrývala přibližně pětinu tribuny. Protože střecha připomínala střechu kůlny z vlnitého plechu, začala být tribuna nakonec známá jako „Shed End“, i když není známo, kdo tento název vymyslel jako první. Od 60. let 20. století se stal známým jako domov nejvěrnějších a nejhlasitějších příznivců Chelsea. V roce 1939 byla přistavěna další malá tribuna k sezení, severní tribuna, která zůstala až do svého zbourání v roce 1975.
Na začátku 70. let 20. století oznámili majitelé klubu modernizaci Stamford Bridge a plánovali výstavbu moderního stadionu pro 50 000 diváků. Práce začaly v roce 1972, ale projekt provázely problémy a nakonec byla dokončena pouze východní tribuna. Náklady přivedly klub blízko bankrotu. Vlastnictví bylo prodáno developerům a klubu hrozilo vystěhování ze stadionu. Po dlouhém soudním sporu byla budoucnost Chelsea na Stamford Bridge zajištěna až v polovině 90. let a rekonstrukční práce byly obnoveny. Severní, západní a jižní část stadionu byly přestavěny na tribuny sedačkami a přesunuty blíže k hřišti, tento proces byl dokončen v roce 2001. Východní tribuna byla zachována z přestavby v 70. letech. V roce 1996 byla severní tribuna přejmenována na tribunu Matthewa Hardinga, podle ředitele a mecenáše klubu, který na začátku téhož roku zemřel při havárii vrtulníku.

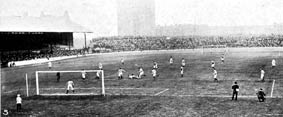
Chelsea 23. září 1905 proti West Bromwich Albion zvítězila 1:0

Po přestavbě Stamford Bridge v Batesově éře přibylo v komplexu mnoho dalších prvků včetně dvou hotelů Millennium & Copthorne, apartmánů, barů, restaurací, obchodu Chelsea Megastore a interaktivní návštěvnické atrakce Chelsea World of Sport. Záměrem bylo, aby tato zařízení poskytovala dodatečné příjmy na podporu fotbalové části podniku, ale byla méně úspěšná, než se očekávalo, a před Abramovičovým převzetím v roce 2003 byl dluh, který byl na jejich financování převzat, pro klub velkou zátěží. Brzy po převzetí bylo rozhodnuto opustit značku „Chelsea Village“ a zaměřit se na Chelsea jako fotbalový klub. Stadion je však stále někdy označován jako součást „Chelsea Village“ nebo „The Village“.
Vlastnictví Stamford Bridge, hřiště, turnikety a práva na pojmenování Chelsea nyní vlastní nezisková organizace Chelsea Pitch Owners, jejímiž akcionáři jsou fanoušci. CPO byla založena, aby zajistila, že stadion již nikdy nebude moci být prodán developerům. Podmínkou pro používání názvu Chelsea FC je, že klub musí hrát zápasy svého prvního týmu na Stamford Bridge, což znamená, že pokud se klub přestěhuje na nový stadion, možná bude muset změnit svůj název. Tréninkové hřiště Chelsea se nachází v Cobhamu v hrabství Surrey. Chelsea se do Cobhamu přestěhovala v roce 2004. Její předchozí tréninkové hřiště v Harlingtonu převzalo v roce 2005 QPR. nové tréninkové prostory v Cobhamu byly dokončeny v roce 2007.

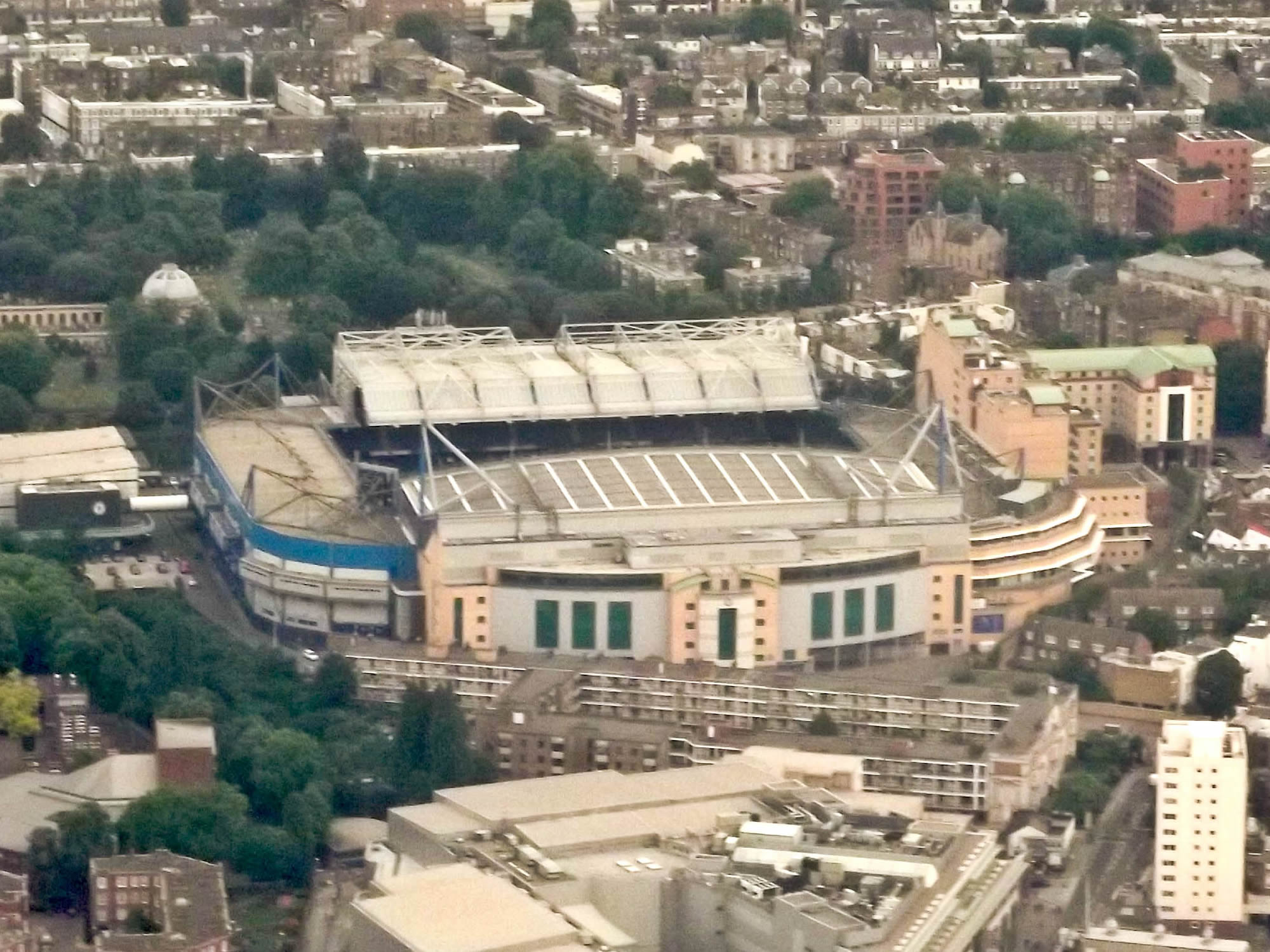
Letecký pohled na dnešní Stamford Bridge

Stamford Bridge hostil finále FA Cupu v letech 1920 až 1922, desetkrát se zde konalo semifinále FA Cupu (naposledy v roce 1978), desetkrát FA Charity Shield (naposledy v roce 1970) a tři mezinárodní zápasy Anglie, naposledy v roce 1932. V roce 1946 se zde konal neoficiální Victory International. Na Stamford Bridge se hrálo také finále ženské Ligy mistrů UEFA v roce 2013. Stadion byl využíván i pro řadu dalších sportů. V říjnu 1905 hostil zápas patnáctkového derby mezi týmy All Blacks a Middlesex, v roce 1914 baseballový zápas mezi zájezdovými týmy New York Giants a Chicago White Sox. V roce 1918 se zde konal boxerský zápas mezi mistrem světa v muší váze Jimmym Wildem a Joe Connem. Na běžecké dráze se v letech 1928-1932 konaly závody dirt track, v letech 1933-1968 závody chrtů a v roce 1948 závody automobilů Midget. V roce 1980 se na Stamford Bridge konal první mezinárodní kriketový zápas s osvětlením ve Velké Británii mezi Essexem a West Indies. V sezóně 1997 byl také domovským stadionem týmu amerického fotbalu London Monarchs.
Předchozí majitel pan Abramovič a tehdejší výkonná rada klubů usoudili, že větší stadion je nezbytný, aby si Chelsea udržela konkurenceschopnost s konkurenčními kluby, které mají podstatně větší stadiony, jako mají Arsenal a Manchester United. Vzhledem k umístění stadionu u hlavní silnice a dvou železničních tratí mohou fanoušci na Stamford Bridge vstupovat pouze přes výjezd na Fulham Road, což omezuje jeho rozšíření kvůli zdravotním a bezpečnostním předpisům. Klub neustále potvrzuje své přání udržet Chelsea v jejím současném domově, ale přesto je spojován s přestěhováním na různá místa v okolí, včetně výstaviště Earls Court, elektrárny Battersea a kasáren Chelsea. V říjnu 2011 akcionáři Chelsea Pitch Owners odhlasovali návrh klubu na odkoupení vlastnického práva k pozemkům, na nichž stojí Stamford Bridge. V květnu 2012 podal klub oficiální nabídku na koupi elektrárny Battersea s cílem vybudovat na tomto místě nový stadion, ale prohrál s malajským konsorciem. Klub následně oznámil plány na přestavbu Stamford Bridge na stadion s kapacitou 60 000 diváků a v lednu 2017 byly tyto plány schváleny radou Hammersmith and Fulham. 31. května 2018 však klub vydal prohlášení, že projekt nového stadionu byl odložen na neurčito s odkazem na „současné nepříznivé investiční klima“.
V červenci 2022 bylo oznámeno, že nový majitel klubu Todd Boehly pověřil dohledem nad rekonstrukcí stadionu americkou architektku Janet Marie Smithovou.

## Identita

### Znak
Chelsea měla čtyři hlavní znaky, které prošly drobnými obměnami. Prvním z nich, přijatým při založení klubu, byla podoba Chelsea Pensioner, vojenských veteránů, kteří pobývají v nedaleké Královské nemocnici Chelsea. To přispělo k původní přezdívce klubu „důchodce“ a zůstalo mu to po další půlstoletí, i když se na dresech nikdy neobjevilo. Když se v roce 1952 stal Ted Drake manažerem Chelsea, začal klub modernizovat. Domníval se, že znak "Chelsea pensioner" je staromódní, a trval na jeho nahrazení. Na rok byl přijat provizorní odznak, který tvořily iniciály CFC. V roce 1953 byl klubový znak změněn na vzpřímeného modrého lva, který se dívá dozadu a drží hůl. Vycházel z prvků erbu metropolitní čtvrti Chelsea, přičemž „rozvášněný lev regardant“ byl převzat z erbu tehdejšího prezidenta klubu vikomta Chelsea a hůl z erbu opatů z Westminsteru, bývalých pánů z panství Chelsea. Dále na něm byly tři červené růže, které měly reprezentovat Anglii, a dva fotbalové míče. Tento znak se na dresech Chelsea objevil poprvé na počátku 60. let 20. století. V roce 1975 udělilo College of Arms anglické fotbalové lize heraldický odznak, který mohla Chelsea používat. Znak měl podobu známého lva a hole obklopené modrým kruhem, ale bez nápisů a bez červených růží a červených fotbalových míčů.

### Barvy
Chelsea vždy nosila modré dresy, i když původně používala světlejší etonovou modř, která byla převzata ze závodních barev tehdejšího prezidenta klubu Earla Cadogana a nosila se s bílými trenýrkami a tmavě modrými nebo černými ponožkami. Světle modré dresy byly nahrazeny královsky modrou verzí kolem roku 1912. V šedesátých letech 20. století manažer Chelsea Tommy Docherty opět změnil soupravu a přešel na modré trenýrky (které zůstaly dodnes) a bílé ponožky, protože se domníval, že díky tomu budou klubové barvy modernější a výraznější, protože žádná jiná významná strana tuto kombinaci nepoužívala, tato souprava se poprvé nosila v sezóně 1964/65. Od té doby nosila Chelsea ke své domácí soupravě vždy bílé ponožky s výjimkou krátkého období v letech 1985-1992, kdy byly znovu zavedeny modré ponožky.

### Písně a chorály fanoušků
Hymnou příznivců Chelsea je píseň „Blue Is The Colour“ (narážka na modré dresy týmu), kterou napsali v roce 1972 Daniel Boone a Rod McQueen. Nazpívali ji tehdejší hráči klubu. Do českých zemí skladbu uvedl František Ringo Čech pod názvem Zelená je tráva, v osmdesátých letech ji používala Československá televize jako znělku fotbalových přenosů.
V roce 1994 vydala Chelsea píseň „No One Can Stop Us Now“ za to, že se v roce 1994 dostala do finále FA Cupu. V britské hitparádě singlů se dostala na 23. místo. V přípravě na finále FA Cupu v roce 1997 se píseň „Blue Day“ v podání Suggse a členů týmu Chelsea dostala na 22. místo britské hitparády. V roce 2000 vydala Chelsea píseň „Blue Tomorrow“. V britské singlové hitparádě se dostala na 22. místo.
Fanoušci Chelsea na zápasech zpívají chorály jako „Carefree“ (na melodii písně „Lord of the Dance“), jejíž text pravděpodobně napsal příznivec Mick Greenaway), „Ten Men Went to Mow“, „We All Follow the Chelsea“ (na melodii písně „Land of Hope and Glory“), „Zigga Zagga“ a oslavnou „Celery“. Poslední z nich je často doprovázena tím, že fanoušci po sobě házejí celer, ačkoli tato zelenina byla na Stamford Bridge zakázána po incidentu, do kterého byl při finále Ligového poháru v roce 2007 zapleten záložník Cesc Fàbregas. Mezi oblíbené fanouškovské chorály patří: „Super Chelsea“, „Super Frank“ (věnováno nejlepšímu střelci všech dob Franku Lampardovi), „We love you Chelsea“ a „Come on Chelsea“. Existují také některé situační nebo týmové pokřiky, které mají vyburcovat opční týmy, manažery nebo hráče.

## Fanoušci

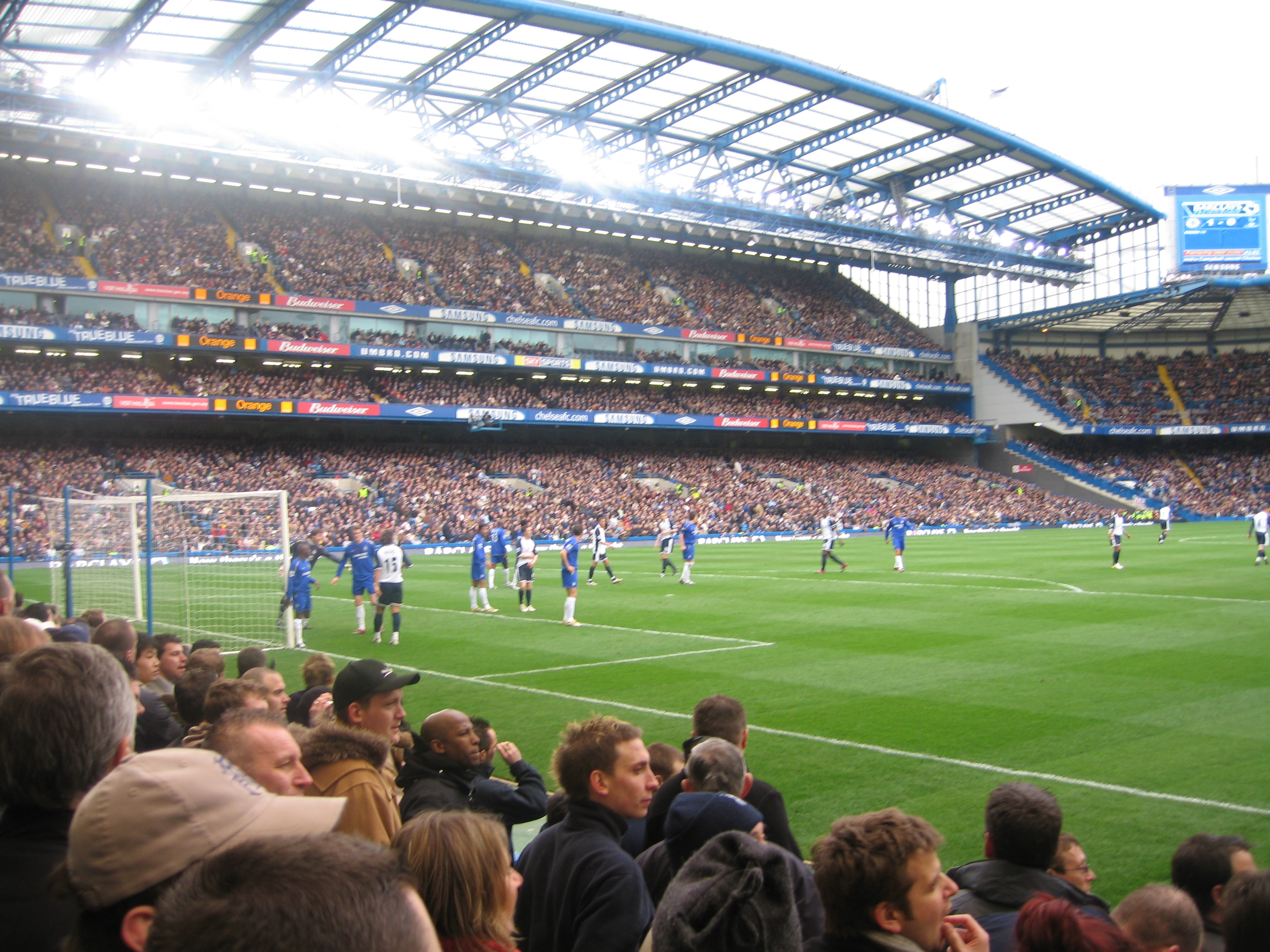
Fanoušci Chelsea 11. března 2006 v zápase proti Tottenhamu Hotspur

Chelsea patří mezi nejpopulárnější fotbalové kluby na světě, má šestou nejvyšší průměrnou návštěvnost v historii anglického fotbalu a pravidelně přitahuje na Stamford Bridge více než 40 000 fanoušků. V sezóně 2013/14 byla sedmým nejlépe podporovaným týmem Premier League s průměrnou návštěvností 41 572 diváků. Tradiční fanouškovská základna Chelsea pochází z celé oblasti Velkého Londýna, včetně dělnických čtvrtí jako Hammersmith a Battersea, bohatších oblastí jako Chelsea a Kensington a z domovského hrabství. Ve Spojeném království i po celém světě existuje také řada oficiálních klubů fanoušků. Oficiální fanklub má Chelsea i v Česku, konkrétně v Brně. Zakladetelem fanklubu s názvem „Brno Official Supportes Club“ je Rostislav Kulich. V letech 2007-2012 byla Chelsea na čtvrtém místě na světě v ročním prodeji replik dresů s průměrným počtem 910 000. V roce 2018 měla Chelsea na sociálních sítích 72,2 milionu příznivců, což je čtvrtý nejvyšší počet mezi fotbalovými kluby.
Zejména v 70. a 80. letech byli příznivci Chelsea spojováni s fotbalovým chuligánstvím. Klubová „fotbalová firma“, původně známá jako Chelsea Shed Boys a následně jako Chelsea Headhunters, byla celostátně proslulá fotbalovým násilím, stejně jako chuligánské skupiny jiných klubů, jako Inter City Firm z West Hamu United a Bushwackers z Millwallu, před, během a po zápasech. Nárůst chuligánských incidentů v 80. letech vedl předsedu Kena Batese k návrhu postavit elektrický plot, který by je odradil od vnikání na hřiště, což Rada Velkého Londýna zamítla.
Od 90. let 20. století došlo k výraznému poklesu problémů s diváky na zápasech v důsledku přísnějšího policejního dohledu, kamerových systémů v areálech a nástupu stadionů se tribunami pouze na sezení. V roce 2007 klub zahájil kampaň Back to the Shed, jejímž cílem bylo zlepšit atmosféru na domácích zápasech, a to s výrazným úspěchem. Podle statistik ministerstva vnitra bylo v sezóně 2009/10 zatčeno 126 fanoušků Chelsea za přestupky související s fotbalem, což je třetí nejvyšší počet v divizi, a bylo vydáno 27 zákazů vstupu, což je pátý nejvyšší počet v divizi.

### Rivalita
Hlavní článek: Rivalita Chelsea a Arsenalu
Chelsea dlouhodobě soupeří se severolondýnskými kluby Arsenalem a Tottenhamem Hotspur. Silná rivalita s Leeds United se datuje k několika vyhroceným a kontroverzním zápasům v 60. a 70. letech, zejména k finále FA Cupu v roce 1970. V nedávné době se po opakovaných střetech v pohárových soutěžích rozrostla rivalita s Liverpoolem. Další západolondýnské kluby Chelsea Brentford, Fulham a Queens Park Rangers nejsou považovány za hlavní rivaly, protože se zápasy odehrávaly jen občas, protože kluby často působily v různých divizích.
Podle průzkumu portálu Planetfootball.com z roku 2004 považují fanoušci Chelsea za své hlavní rivaly (v sestupném pořadí): Arsenal, Tottenham Hotspur a Manchester United. Ve stejném průzkumu označili Chelsea za jednoho ze svých tří hlavních rivalů fanoušci Arsenalu, Fulhamu, Leedsu United, QPR, Tottenhamu a West Hamu United. V průzkumu provedeném v roce 2008 organizací Football Fans Census označili fanoušci Chelsea za své nejneoblíbenější kluby Liverpool, Arsenal a Manchester United. Ve stejném průzkumu byla „Chelsea“ první odpovědí na otázku „Který další anglický klub nemáte nejraději?“ Průzkum z roku 2012, který byl proveden mezi 1 200 příznivci čtyř nejvyšších ligových soutěží v celé zemi, zjistil, že hlavní rivalové mnoha klubů se od roku 2003 změnili, a uvedl, že fanoušci Chelsea považují za své hlavní rivaly Tottenham, který je výše než Arsenal a Manchester United. Kromě toho fanoušci Arsenalu, Brentfordu, Fulhamu, Liverpoolu, Manchesteru United, QPR, Tottenhamu a West Hamu označili Chelsea za jednoho ze svých tří hlavních rivalů.

## Úspěchy

### Vyhrané domácí soutěže
- First Division / Premier League ( 6× )
  - 1954/55, 2004/05, 2005/06, 2009/10, 2014/15, 2016/17[119]
- FA Cup ( 8× )
  - 1969/70, 1996/97, 1999/00, 2006/07, 2008/09, 2009/10, 2011/12, 2017/18
- EFL Cup ( 5× )
  - 1964/65, 1997/98, 2004/05, 2006/07, 2014/15
- Community Shield ( 4× )
  - 1955, 2000, 2005, 2009

### Vyhrané mezinárodní soutěže
- Pohár mistrů evropských zemí / Liga mistrů UEFA ( 2× )
  - 2011/12, 2020/21
- Evropská liga UEFA ( 2× )
  - 2012/13[120], 2018/19 Konferenční liga UEFA (1x)
- Konferenční liga UEFA (1x)
  - 2024/2025
- Mistrovství světa klubů ( 2× )
  - 2021, 2025
- Pohár vítězů pohárů ( 2× )
  - 1970/71, 1997/98
- Superpohár UEFA ( 2x )
  - 1998, 2021

## Soupiska
K 5. červenci 2025
| Číslo |             | Pozice | Hráč                                  |
| ----- | ----------- | ------ | ------------------------------------- |
| 1     | Španělsko   | B      | Robert Sánchez                        |
| 3     | Španělsko   | O      | Marc Cucurella                        |
| 4     | Anglie      | O      | Tosi Adarabioyo                       |
| 5     | Francie     | O      | Benoît Badiashile                     |
| 6     | Anglie      | O      | Levi Colwill                          |
| 7     | Portugalsko | Ú      | Pedro Neto                            |
| 8     | Argentina   | Z      | Enzo Fernández (2. zástupce kapitána) |
| 9     | Anglie      | Ú      | Liam Delap                            |
| 10    | Ukrajina    | Ú      | Mychajlo Mudryk                       |
| 11    | Anglie      | Ú      | Noni Madueke                          |
| 12    | Dánsko      | B      | Filip Jörgensen                       |
| 14    | Portugalsko | Z      | Dário Essugo                          |
| 15    | Senegal     | Ú      | Nicolas Jackson                       |
| 17    | Brazílie    | Z      | Andrey Santos                         |
| 18    | Francie     | Ú      | Christopher Nkunku                    |
| 19    | Francie     | O      | Mamadou Sarr                          |
| 20    | Brazílie    | Ú      | João Pedro                            |

| Číslo |           | Pozice | Hráč                             |
| ----- | --------- | ------ | -------------------------------- |
| 21    | Anglie    | O      | Ben Chilwell (zástupce kapitána) |
| 23    | Anglie    | O      | Conor Gallagher                  |
| 24    | Anglie    | O      | Reece James (kapitán)            |
| 25    | Ekvádor   | Z      | Moisés Caicedo (kapitán)         |
| 27    | Francie   | O      | Malo Gusto                       |
| 29    | Francie   | O      | Wesley Fofana                    |
| 30    | Argentina | O      | Aarón Anselmino                  |
| 32    | Anglie    | Ú      | Tyrique George                   |
| 34    | USA       | O      | Josh Acheampong                  |
| 37    | Anglie    | O      | Omari Kellyman                   |
| 38    | Španělsko | Ú      | Marc Guiu                        |
| 39    | Belgie    | B      | Mike Penders                     |
| 44    | USA       | B      | Gabriel Slonina                  |
| 45    | Belgie    | Z      | Roméo Lavia                      |
| -     | Ekvádor   | Z      | Kendry Páes                      |
| –     | Brazílie  | Ú      | Estêvão                          |
| –     | Anglie    | Ú      | Jamie Gittens                    |

### Na hostování
K 20. červnu 2025
| Číslo |          | Pozice | Hráč                                                             |
| ----- | -------- | ------ | ---------------------------------------------------------------- |
|       | Anglie   | B      | Teddy Sharman-Lowe (v Boltone Wanderers do konce sezóny 2025/26) |
|       | Brazílie | Ú      | Deivid Washington (v Santose do konce sezóny 2025/26)            |

Známí hráči

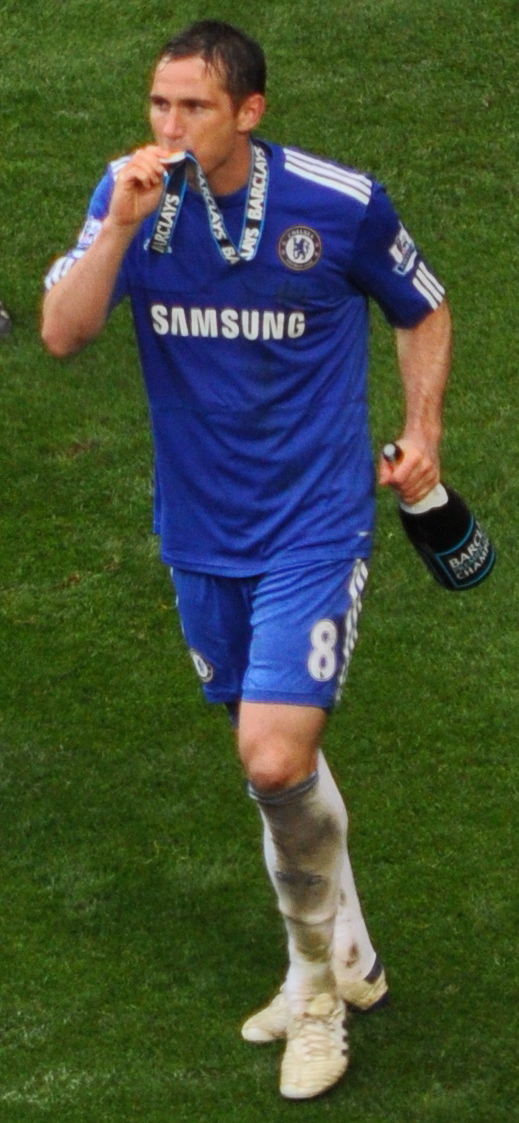
Frank Lampard

Známí hráči, kteří působí nebo působili v Chelsea FC:
- Petr Čech
- Joe Cole
- Nicolas Anelka
- Michael Ballack
- Roy Bentley
- Frank Blunstone
- Peter Bonetti
- Steve Clarke
- Ashley Cole
- Charlie Cooke
- Carlo Cudicini
- Marcel Desailly
- Roberto Di Matteo
- Kerry Dixon
- Didier Drogba
- Tore André Flo
- William Foulke
- Hughie Gallacher
- William Gallas
- Jimmy Greaves
- Ruud Gullit
- Eiður Guðjohnsen
- Ron Harris
- Jimmy Floyd Hasselbaink
- George Hilsdon
- Mark Hughes
- Frank Lampard
- Graeme le Saux
- Claude Makélélé
- Pat Nevin
- Peter Osgood
- Dan Petrescu
- Gustavo Poyet
- Arjen Robben
- Mark Schwarzer
- Andrij Ševčenko
- Bobby Tambling
- John Terry
- Fernando Torres
- Terry Venables
- Clive Walker
- Ray Wilkins
- Dennis Wise
- Gianfranco Zola
- Eden Hazard
- Deco

## Trenéři

### Současný realizační tým
| Trenérský tým             | Trenérský tým       |
| Pozice                    | Jméno               |
| ------------------------- | ------------------- |
| Hlavní trenér             | Mauricio Pochettino |
| Asistent trenéra          | Jesus Perez         |
| Trenér A týmu             | Miguel D'Agostino   |
| Trenéři brankářů          | Henrique Hilário    |
| Trenéři brankářů          | Toni Jiménez        |
| Trenéři brankářů          | Ben Roberts         |
| Asistent trenérů brankářů | James Russell       |
| Kondiční trenéři          | Matt Birnie         |
| Kondiční trenéři          | Will Tullett        |

### Významní trenéři
Zde jsou trenéři, kteří vyhráli alespoň jednu trofej, když vedli tým Chelsea:
| Jméno             | Rok                 | Trofej                                                                    |
| ----------------- | ------------------- | ------------------------------------------------------------------------- |
| Ted Drake         | 1952–1961           | Mistr první ligy, Community Shield                                        |
| Tommy Docherty    | 1962–1967           | Carling Cup                                                               |
| Dave Sexton       | 1967–1974           | FA Cup, Pohár vítězů pohárů                                               |
| John Neal         | 1981–1985           | Mistr druhé ligy                                                          |
| John Hollins      | 1985–1988           | Full Members Cup                                                          |
| Bobby Campbell    | 1988–1991           | Mistr druhé ligy, Full Members Cup                                        |
| Ruud Gullit       | 1996–1998           | FA Cup                                                                    |
| Gianluca Vialli   | 1998–2000           | FA Cup, League Cup, Pohár vítězů pohárů, Community Shield, UEFA Super Cup |
| José Mourinho     | 2004–2007 2013–2015 | 3× Premier League, 3× League Cup, FA Cup, Community Shield                |
| Guus Hiddink      | 2009 2015–2016      | FA Cup                                                                    |
| Carlo Ancelotti   | 2009–2011           | Premier League, FA Cup, Community Shield                                  |
| Roberto Di Matteo | 2012                | FA Cup, Liga mistrů UEFA                                                  |
| Rafael Benítez    | 2012–2013           | Evropská liga UEFA                                                        |
| Antonio Conte     | 2016–2018           | Premier League                                                            |
| Maurizio Sarri    | 2018–2019           | Evropská liga UEFA                                                        |
| Thomas Tuchel     | 2020–2021           | Liga mistrů UEFA, UEFA Super Cup                                          |

## Umístění v jednotlivých sezonách
Stručný přehled
Zdroj:
- 1905–1907: Football League Second Division
- 1907–1910: Football League First Division
- 1910–1912: Football League Second Division
- 1912–1924: Football League First Division
- 1924–1930: Football League Second Division
- 1930–1962: Football League First Division
- 1962–1963: Football League Second Division
- 1963–1975: Football League First Division
- 1975–1977: Football League Second Division
- 1977–1979: Football League First Division
- 1979–1984: Football League Second Division
- 1984–1988: Football League First Division
- 1988–1989: Football League Second Division
- 1989–1992: Football League First Division
- 1992– : Premier League

Jednotlivé ročníky
Zdroj:
Legenda: Z – zápasy, V – výhry, R – remízy, P – porážky, VG – vstřelené góly, OG – obdržené góly, +/− – rozdíl skóre, B – body, červené podbarvení – sestup, zelené podbarvení – postup, fialové podbarvení – reorganizace, změna skupiny či soutěže
| Anglie (1905 – )                                          |                 |        |    |    |    |    |     |     |     |    |        |
| Sezóny                                                    | Liga            | Úroveň | Z  | V  | R  | P  | VG  | OG  | +/− | B  | Pozice |
| 1905/06                                                   | Second Division | 2      | 38 | 22 | 9  | 7  | 90  | 37  | +53 | 53 | 3.     |
| 1906/07                                                   | Second Division | 2      | 38 | 26 | 5  | 7  | 80  | 34  | +46 | 57 | 2.     |
| 1907/08                                                   | First Division  | 1      | 38 | 14 | 8  | 16 | 53  | 62  | −9  | 36 | 13.    |
| 1908/09                                                   | First Division  | 1      | 38 | 14 | 9  | 15 | 56  | 61  | −5  | 37 | 11.    |
| 1909/10                                                   | First Division  | 1      | 38 | 11 | 7  | 20 | 47  | 70  | −23 | 29 | 19.    |
| 1910/11                                                   | Second Division | 2      | 38 | 20 | 9  | 9  | 71  | 35  | +36 | 49 | 3.     |
| 1911/12                                                   | Second Division | 2      | 38 | 24 | 6  | 8  | 64  | 34  | +30 | 54 | 2.     |
| 1912/13                                                   | First Division  | 1      | 38 | 11 | 6  | 21 | 51  | 73  | −22 | 28 | 18.    |
| 1913/14                                                   | First Division  | 1      | 38 | 16 | 7  | 15 | 46  | 55  | −9  | 39 | 8.     |
| 1914/15                                                   | First Division  | 1      | 38 | 8  | 13 | 17 | 51  | 65  | −14 | 29 | 19.    |
| V letech 1915 až 1918 se nehrála žádná pravidelná soutěž. |                 |        |    |    |    |    |     |     |     |    |        |
| 1919/20                                                   | First Division  | 1      | 42 | 22 | 5  | 15 | 56  | 51  | +5  | 49 | 3.     |
| 1920/21                                                   | First Division  | 1      | 42 | 13 | 13 | 16 | 48  | 58  | −10 | 39 | 18.    |
| 1921/22                                                   | First Division  | 1      | 42 | 17 | 12 | 13 | 40  | 43  | −3  | 46 | 9.     |
| 1922/23                                                   | First Division  | 1      | 42 | 9  | 18 | 15 | 45  | 53  | −8  | 36 | 19.    |
| 1923/24                                                   | First Division  | 1      | 42 | 9  | 14 | 19 | 31  | 53  | −22 | 32 | 21.    |
| 1924/25                                                   | Second Division | 2      | 42 | 16 | 15 | 11 | 51  | 37  | +14 | 47 | 5.     |
| 1925/26                                                   | Second Division | 2      | 42 | 19 | 14 | 9  | 76  | 49  | +27 | 52 | 3.     |
| 1926/27                                                   | Second Division | 2      | 42 | 20 | 12 | 10 | 62  | 52  | +10 | 52 | 4.     |
| 1927/28                                                   | Second Division | 2      | 42 | 23 | 8  | 11 | 75  | 45  | +30 | 54 | 3.     |
| 1928/29                                                   | Second Division | 2      | 42 | 17 | 10 | 15 | 64  | 65  | −1  | 44 | 9.     |
| 1929/30                                                   | Second Division | 2      | 42 | 22 | 11 | 9  | 74  | 46  | +28 | 55 | 2.     |
| 1930/31                                                   | First Division  | 1      | 42 | 15 | 10 | 17 | 64  | 67  | −3  | 40 | 12.    |
| 1931/32                                                   | First Division  | 1      | 42 | 16 | 8  | 18 | 69  | 73  | −4  | 40 | 12.    |
| 1932/33                                                   | First Division  | 1      | 42 | 14 | 7  | 21 | 63  | 73  | −10 | 35 | 18.    |
| 1933/34                                                   | First Division  | 1      | 42 | 14 | 8  | 20 | 67  | 69  | −2  | 36 | 19.    |
| 1934/35                                                   | First Division  | 1      | 42 | 16 | 9  | 17 | 73  | 82  | −9  | 41 | 12.    |
| 1935/36                                                   | First Division  | 1      | 42 | 15 | 13 | 14 | 65  | 72  | −7  | 43 | 8.     |
| 1936/37                                                   | First Division  | 1      | 42 | 14 | 13 | 15 | 52  | 55  | −3  | 41 | 13.    |
| 1937/38                                                   | First Division  | 1      | 42 | 14 | 13 | 15 | 65  | 65  | 0   | 41 | 10.    |
| 1938/39                                                   | First Division  | 1      | 42 | 12 | 9  | 21 | 64  | 80  | −16 | 33 | 20.    |
| V letech 1939 až 1945 se nehrála žádná pravidelná soutěž. |                 |        |    |    |    |    |     |     |     |    |        |
| 1946/47                                                   | First Division  | 1      | 42 | 16 | 7  | 19 | 69  | 84  | −15 | 39 | 15.    |
| 1947/48                                                   | First Division  | 1      | 42 | 14 | 9  | 19 | 53  | 71  | −18 | 37 | 18.    |
| 1948/49                                                   | First Division  | 1      | 42 | 12 | 14 | 16 | 69  | 68  | +1  | 38 | 13.    |
| 1949/50                                                   | First Division  | 1      | 42 | 12 | 16 | 14 | 58  | 65  | −7  | 40 | 13.    |
| 1950/51                                                   | First Division  | 1      | 42 | 12 | 8  | 22 | 53  | 65  | −12 | 32 | 20.    |
| 1951/52                                                   | First Division  | 1      | 42 | 14 | 8  | 20 | 52  | 72  | −20 | 36 | 19.    |
| 1952/53                                                   | First Division  | 1      | 42 | 12 | 11 | 19 | 56  | 66  | −10 | 35 | 19.    |
| 1953/54                                                   | First Division  | 1      | 42 | 16 | 12 | 14 | 74  | 68  | +6  | 44 | 8.     |
| 1954/55                                                   | First Division  | 1      | 42 | 20 | 12 | 10 | 81  | 57  | −24 | 52 | 1.     |
| 1955/56                                                   | First Division  | 1      | 42 | 14 | 11 | 17 | 64  | 77  | −13 | 39 | 16.    |
| 1956/57                                                   | First Division  | 1      | 42 | 13 | 13 | 16 | 73  | 73  | 0   | 39 | 12.    |
| 1957/58                                                   | First Division  | 1      | 42 | 15 | 12 | 15 | 83  | 79  | +4  | 40 | 11.    |
| 1958/59                                                   | First Division  | 1      | 42 | 18 | 4  | 20 | 77  | 98  | −21 | 40 | 18.    |
| 1959/60                                                   | First Division  | 1      | 42 | 14 | 9  | 19 | 76  | 91  | −15 | 37 | 18.    |
| 1960/61                                                   | First Division  | 1      | 42 | 15 | 7  | 20 | 98  | 100 | −2  | 37 | 12.    |
| 1961/62                                                   | First Division  | 1      | 42 | 9  | 10 | 23 | 63  | 94  | −31 | 28 | 22.    |
| 1962/63                                                   | Second Division | 2      | 42 | 24 | 4  | 14 | 81  | 42  | +39 | 52 | 2.     |
| 1963/64                                                   | First Division  | 1      | 42 | 20 | 10 | 12 | 72  | 56  | +16 | 50 | 5.     |
| 1964/65                                                   | First Division  | 1      | 42 | 24 | 8  | 10 | 89  | 54  | +35 | 56 | 3.     |
| 1965/66                                                   | First Division  | 1      | 42 | 22 | 7  | 13 | 65  | 53  | +12 | 51 | 5.     |
| 1966/67                                                   | First Division  | 1      | 42 | 15 | 14 | 13 | 67  | 62  | +5  | 44 | 9.     |
| 1967/68                                                   | First Division  | 1      | 42 | 18 | 12 | 12 | 62  | 68  | −6  | 48 | 6.     |
| 1968/69                                                   | First Division  | 1      | 42 | 20 | 10 | 12 | 73  | 53  | +20 | 50 | 5.     |
| 1969/70                                                   | First Division  | 1      | 42 | 21 | 13 | 8  | 70  | 50  | +20 | 55 | 3.     |
| 1970/71                                                   | First Division  | 1      | 42 | 18 | 15 | 9  | 52  | 42  | +10 | 51 | 6.     |
| 1971/72                                                   | First Division  | 1      | 42 | 18 | 12 | 12 | 58  | 49  | +9  | 48 | 7.     |
| 1972/73                                                   | First Division  | 1      | 42 | 13 | 14 | 15 | 49  | 51  | −2  | 40 | 12.    |
| 1973/74                                                   | First Division  | 1      | 42 | 12 | 13 | 17 | 56  | 60  | −4  | 37 | 17.    |
| 1974/75                                                   | First Division  | 1      | 42 | 9  | 15 | 18 | 42  | 72  | −30 | 33 | 21.    |
| 1975/76                                                   | Second Division | 2      | 42 | 12 | 16 | 14 | 53  | 54  | −1  | 40 | 11.    |
| 1976/77                                                   | Second Division | 2      | 42 | 21 | 13 | 8  | 73  | 53  | +20 | 55 | 1.     |
| 1977/78                                                   | First Division  | 1      | 42 | 11 | 14 | 17 | 46  | 69  | −23 | 36 | 16.    |
| 1978/79                                                   | First Division  | 1      | 42 | 5  | 10 | 27 | 44  | 92  | −48 | 20 | 22.    |
| 1979/80                                                   | Second Division | 2      | 42 | 23 | 7  | 12 | 66  | 52  | +14 | 53 | 4.     |
| 1980/81                                                   | Second Division | 2      | 42 | 14 | 12 | 16 | 46  | 41  | +5  | 40 | 12.    |
| 1981/82                                                   | Second Division | 2      | 42 | 15 | 12 | 15 | 60  | 60  | 0   | 57 | 12.    |
| 1982/83                                                   | Second Division | 2      | 42 | 11 | 14 | 17 | 51  | 61  | −10 | 47 | 18.    |
| 1983/84                                                   | Second Division | 2      | 42 | 25 | 13 | 4  | 90  | 40  | +50 | 88 | 1.     |
| 1984/85                                                   | First Division  | 1      | 42 | 18 | 12 | 12 | 63  | 48  | +15 | 66 | 6.     |
| 1985/86                                                   | First Division  | 1      | 42 | 20 | 11 | 11 | 57  | 56  | +1  | 71 | 6.     |
| 1986/87                                                   | First Division  | 1      | 42 | 13 | 13 | 16 | 53  | 64  | −11 | 52 | 14.    |
| 1987/88                                                   | First Division  | 1      | 40 | 9  | 15 | 16 | 50  | 68  | −18 | 42 | 18.    |
| 1988/89                                                   | Second Division | 2      | 46 | 29 | 12 | 5  | 96  | 50  | +46 | 99 | 1.     |
| 1989/90                                                   | First Division  | 1      | 38 | 16 | 12 | 15 | 58  | 50  | +8  | 60 | 5.     |
| 1990/91                                                   | First Division  | 1      | 38 | 13 | 10 | 15 | 58  | 69  | −11 | 49 | 11.    |
| 1991/92                                                   | First Division  | 1      | 42 | 13 | 14 | 15 | 50  | 60  | −10 | 53 | 14.    |
| 1992/93                                                   | Premier League  | 1      | 42 | 14 | 14 | 14 | 51  | 54  | −3  | 56 | 11.    |
| 1993/94                                                   | Premier League  | 1      | 42 | 13 | 12 | 17 | 49  | 53  | −4  | 51 | 14.    |
| 1994/95                                                   | Premier League  | 1      | 42 | 13 | 15 | 14 | 50  | 55  | −5  | 54 | 11.    |
| 1995/96                                                   | Premier League  | 1      | 38 | 12 | 14 | 12 | 46  | 44  | +2  | 50 | 11.    |
| 1996/97                                                   | Premier League  | 1      | 38 | 16 | 11 | 11 | 58  | 55  | +3  | 59 | 6.     |
| 1997/98                                                   | Premier League  | 1      | 38 | 20 | 3  | 15 | 71  | 43  | +28 | 63 | 4.     |
| 1998/99                                                   | Premier League  | 1      | 38 | 20 | 15 | 3  | 57  | 30  | +27 | 75 | 3.     |
| 1999/00                                                   | Premier League  | 1      | 38 | 18 | 11 | 9  | 53  | 34  | +19 | 65 | 5.     |
| 2000/01                                                   | Premier League  | 1      | 38 | 17 | 10 | 11 | 68  | 45  | +23 | 61 | 6.     |
| 2001/02                                                   | Premier League  | 1      | 38 | 17 | 13 | 8  | 66  | 38  | +28 | 64 | 6.     |
| 2002/03                                                   | Premier League  | 1      | 38 | 19 | 10 | 9  | 68  | 38  | +30 | 67 | 4.     |
| 2003/04                                                   | Premier League  | 1      | 38 | 24 | 7  | 7  | 67  | 30  | +37 | 79 | 2.     |
| 2004/05                                                   | Premier League  | 1      | 38 | 29 | 8  | 1  | 72  | 15  | +57 | 95 | 1.     |
| 2005/06                                                   | Premier League  | 1      | 38 | 29 | 4  | 5  | 72  | 22  | +50 | 91 | 1.     |
| 2006/07                                                   | Premier League  | 1      | 38 | 24 | 11 | 3  | 64  | 24  | +40 | 83 | 2.     |
| 2007/08                                                   | Premier League  | 1      | 38 | 25 | 10 | 3  | 65  | 26  | +39 | 85 | 2.     |
| 2008/09                                                   | Premier League  | 1      | 38 | 25 | 8  | 5  | 68  | 24  | +44 | 83 | 3.     |
| 2009/10                                                   | Premier League  | 1      | 38 | 27 | 5  | 6  | 103 | 32  | +71 | 86 | 1.     |
| 2010/11                                                   | Premier League  | 1      | 38 | 21 | 8  | 9  | 69  | 33  | +36 | 71 | 2.     |
| 2011/12                                                   | Premier League  | 1      | 38 | 18 | 10 | 10 | 65  | 46  | +19 | 64 | 6.     |
| 2012/13                                                   | Premier League  | 1      | 38 | 22 | 9  | 7  | 75  | 39  | +36 | 75 | 3.     |
| 2013/14                                                   | Premier League  | 1      | 38 | 25 | 7  | 6  | 71  | 27  | +44 | 82 | 3.     |
| 2014/15                                                   | Premier League  | 1      | 38 | 26 | 9  | 3  | 73  | 32  | +41 | 87 | 1.     |
| 2015/16                                                   | Premier League  | 1      | 38 | 12 | 14 | 12 | 59  | 53  | +6  | 50 | 10.    |
| 2016/17                                                   | Premier League  | 1      | 38 | 30 | 3  | 5  | 85  | 33  | +52 | 93 | 1.     |
| 2017/18                                                   | Premier League  | 1      | 38 | 21 | 7  | 10 | 62  | 38  | +24 | 70 | 5.     |
| 2018/19                                                   | Premier League  | 1      | 38 | 21 | 9  | 8  | 63  | 39  | +24 | 72 | 3.     |
| 2019/20                                                   | Premier League  | 1      | 38 | 20 | 6  | 12 | 69  | 54  | +15 | 66 | 4.     |
| 2020/21                                                   | Premier League  | 1      | 38 | 19 | 10 | 9  | 58  | 36  | +22 | 67 | 4.     |
| 2021/22                                                   | Premier League  | 1      | 38 | 21 | 11 | 6  | 76  | 33  | +43 | 74 | 3.     |
| 2022/23                                                   | Premier League  | 1      | 38 | 11 | 11 | 16 | 38  | 47  | -9  | 44 | 12.    |
| 2023/24                                                   | Premier League  | 1      | 38 | 18 | 9  | 11 | 77  | 63  | +14 | 63 | 6.     |

## Účast v evropských pohárech
| Ročník  | Soutěž              | Kolo                   | Klub                      | Doma           | Venku          | Celkem         |
| ------- | ------------------- | ---------------------- | ------------------------- | -------------- | -------------- | -------------- |
| 1958/60 | Veletržní pohár     | 1. kolo                | Kodaň XI                  | 4:1            | 3:1            | 7:2            |
| 1958/60 | Veletržní pohár     | Čtvrtfinále            | Bělehrad XI               | 1:0            | 1:4            | 2:4            |
| 1965/66 | Veletržní pohár     | 1. kolo                | AS Roma                   | 4:1            | 0:0            | 4:1            |
| 1965/66 | Veletržní pohár     | 2. kolo                | Wiener Sport-Club         | 2:0            | 0:1            | 2:1            |
| 1965/66 | Veletržní pohár     | 3. kolo                | AC Milan                  | 2:1            | 1:2            | 3:3            |
| 1965/66 | Veletržní pohár     | Čtvrtfinále            | TSV 1860 München          | 1:0            | 2:2            | 3:2            |
| 1965/66 | Veletržní pohár     | Semifinále             | FC Barcelona              | 2:0            | 0:2            | 2:2            |
| 1968/69 | Veletržní pohár     | 1. kolo                | Greenock Morton FC        | 5:0            | 4:3            | 9:3            |
| 1968/69 | Veletržní pohár     | 2. kolo                | AFC Door Wilskracht Sterk | 0:0            | 0:0            | 0:0            |
| 1970/71 | Pohár vítězů pohárů | 1. kolo                | Aris Soluň                | 5:1            | 1:1            | 6:2            |
| 1970/71 | Pohár vítězů pohárů | 2. kolo                | PFK CSKA Sofia            | 1:0            | 1:0            | 2:0            |
| 1970/71 | Pohár vítězů pohárů | Čtvrtfinále            | Club Brugge KV            | 4:0            | 0:2            | 4:2            |
| 1970/71 | Pohár vítězů pohárů | Semifinále             | Manchester City FC        | 1:0            | 1:0            | 2:0            |
| 1970/71 | Pohár vítězů pohárů | Finále                 | Real Madrid CF            | 1:1            | 2:1            | 3:2            |
| 1971/72 | Pohár vítězů pohárů | 1. kolo                | Jeunesse Hautcharage      | 13:0           | 8:0            | 21:0           |
| 1971/72 | Pohár vítězů pohárů | 2. kolo                | Åtvidabergs FF            | 1:1            | 0:0            | 1:1            |
| 1994/95 | Pohár vítězů pohárů | 1. kolo                | FK Viktoria Žižkov        | 4:2            | 0:0            | 4:2            |
| 1994/95 | Pohár vítězů pohárů | 2. kolo                | FK Austria Wien           | 0:0            | 1:1            | 1:1            |
| 1994/95 | Pohár vítězů pohárů | Čtvrtfinále            | Club Brugge KV            | 2:0            | 0:1            | 2:1            |
| 1994/95 | Pohár vítězů pohárů | Semifinále             | Real Zaragoza             | 3:1            | 0:3            | 3:4            |
| 1997/98 | Pohár vítězů pohárů | 1. kolo                | ŠK Slovan Bratislava      | 2:0            | 2:0            | 4:0            |
| 1997/98 | Pohár vítězů pohárů | 2. kolo                | Tromsø IL                 | 7:1            | 2:3            | 9:4            |
| 1997/98 | Pohár vítězů pohárů | Čtvrtfinále            | Real Betis                | 3:1            | 2:1            | 5:2            |
| 1997/98 | Pohár vítězů pohárů | Semifinále             | Vicenza Calcio            | 3:1            | 0:1            | 3:2            |
| 1997/98 | Pohár vítězů pohárů | Finále                 | VfB Stuttgart             | 1:0            | 1:0            | 1:0            |
| 1998    | Superpohár UEFA     | Finále                 | Real Madrid CF            | 1:0            | 1:0            | 1:0            |
| 1998/99 | Pohár vítězů pohárů | 1. kolo                | Helsingborgs IF           | 1:0            | 0:0            | 1:0            |
| 1998/99 | Pohár vítězů pohárů | 2. kolo                | FC København              | 1:0            | 1:1            | 2:1            |
| 1998/99 | Pohár vítězů pohárů | Čtvrtfinále            | Vålerenga IF              | 3:0            | 3:2            | 6:2            |
| 1998/99 | Pohár vítězů pohárů | Semifinále             | RCD Mallorca              | 1:1            | 0:1            | 1:2            |
| 1999/00 | Liga mistrů UEFA    | 3. předkolo            | Skonto FC                 | 3:0            | 0:0            | 3:0            |
| 1999/00 | Liga mistrů UEFA    | Základní skupina H     | AC Milan                  | 0:0            | 1:1            | 1. místo       |
| 1999/00 | Liga mistrů UEFA    | Základní skupina H     | Hertha BSC                | 2:0            | 1:2            | 1. místo       |
| 1999/00 | Liga mistrů UEFA    | Základní skupina H     | Galatasaray SK            | 1:0            | 5:0            | 1. místo       |
| 1999/00 | Liga mistrů UEFA    | Osmifinálová skupina D | Feyenoord                 | 3:1            | 3:1            | 2. místo       |
| 1999/00 | Liga mistrů UEFA    | Osmifinálová skupina D | SS Lazio                  | 1:2            | 0:0            | 2. místo       |
| 1999/00 | Liga mistrů UEFA    | Osmifinálová skupina D | Olympique de Marseille    | 1:0            | 0:1            | 2. místo       |
| 1999/00 | Liga mistrů UEFA    | Čtvrtfinále            | FC Barcelona              | 3:1            | 1:5            | 4:6            |
| 2000/01 | Pohár UEFA          | 1. kolo                | FC St. Gallen             | 1:0            | 0:2            | 1:2            |
| 2001/02 | Pohár UEFA          | 1. kolo                | PFK Levski Sofia          | 3:0            | 2:0            | 5:0            |
| 2001/02 | Pohár UEFA          | 2. kolo                | Hapoel Tel Aviv FC        | 1:1            | 0:2            | 1:3            |
| 2002/03 | Pohár UEFA          | 1. kolo                | Viking FK                 | 2:1            | 2:4            | 4:5            |
| 2003/04 | Liga mistrů UEFA    | 3. předkolo            | MŠK Žilina                | 3:0            | 2:0            | 5:0            |
| 2003/04 | Liga mistrů UEFA    | Základní skupina G     | AC Sparta Praha           | 0:0            | 1:0            | 1. místo       |
| 2003/04 | Liga mistrů UEFA    | Základní skupina G     | Beşiktaş JK               | 0:2            | 2:0            | 1. místo       |
| 2003/04 | Liga mistrů UEFA    | Základní skupina G     | SS Lazio                  | 2:1            | 4:0            | 1. místo       |
| 2003/04 | Liga mistrů UEFA    | Osmifinále             | VfB Stuttgart             | 0:0            | 1:0            | 1:0            |
| 2003/04 | Liga mistrů UEFA    | Čtvrtfinále            | Arsenal FC                | 1:1            | 2:1            | 3:2            |
| 2003/04 | Liga mistrů UEFA    | Semifinále             | AS Monaco FC              | 2:2            | 1:3            | 3:5            |
| 2004/05 | Liga mistrů UEFA    | Základní skupina H     | Paris Saint-Germain FC    | 0:0            | 3:0            | 1. místo       |
| 2004/05 | Liga mistrů UEFA    | Základní skupina H     | FC Porto                  | 3:1            | 1:2            | 1. místo       |
| 2004/05 | Liga mistrů UEFA    | Základní skupina H     | PFK CSKA Moskva           | 2:0            | 1:0            | 1. místo       |
| 2004/05 | Liga mistrů UEFA    | Osmifinále             | FC Barcelona              | 4:2            | 1:2            | 5:4            |
| 2004/05 | Liga mistrů UEFA    | Čtvrtfinále            | FC Bayern Mnichov         | 4:2            | 2:3            | 6:5            |
| 2004/05 | Liga mistrů UEFA    | Semifinále             | Liverpool FC              | 0:0            | 0:1            | 0:1            |
| 2005/06 | Liga mistrů UEFA    | Základní skupina G     | RSC Anderlecht            | 1:0            | 2:0            | 2. místo       |
| 2005/06 | Liga mistrů UEFA    | Základní skupina G     | Liverpool FC              | 0:0            | 0:0            | 2. místo       |
| 2005/06 | Liga mistrů UEFA    | Základní skupina G     | Real Betis                | 4:0            | 0:1            | 2. místo       |
| 2005/06 | Liga mistrů UEFA    | Osmifinále             | FC Barcelona              | 1:2            | 1:1            | 2:3            |
| 2006/07 | Liga mistrů UEFA    | Základní skupina A     | SV Werder Bremen          | 2:0            | 0:1            | 1. místo       |
| 2006/07 | Liga mistrů UEFA    | Základní skupina A     | PFK Levski Sofia          | 2:0            | 3:1            | 1. místo       |
| 2006/07 | Liga mistrů UEFA    | Základní skupina A     | FC Barcelona              | 1:0            | 2:2            | 1. místo       |
| 2006/07 | Liga mistrů UEFA    | Osmifinále             | FC Porto                  | 2:1            | 1:1            | 3:2            |
| 2006/07 | Liga mistrů UEFA    | Čtvrtfinále            | Valencia CF               | 1:1            | 2:1            | 3:2            |
| 2006/07 | Liga mistrů UEFA    | Semifinále             | Liverpool FC              | 1:0            | 0:1            | 1:1            |
| 2007/08 | Liga mistrů UEFA    | Základní skupina B     | Rosenborg BK              | 1:1            | 4:0            | 1. místo       |
| 2007/08 | Liga mistrů UEFA    | Základní skupina B     | Valencia CF               | 0:0            | 2:1            | 1. místo       |
| 2007/08 | Liga mistrů UEFA    | Základní skupina B     | FC Schalke 04             | 0:0            | 2:0            | 1. místo       |
| 2007/08 | Liga mistrů UEFA    | Osmifinále             | Olympiacos FC             | 0:0            | 3:0            | 3:0            |
| 2007/08 | Liga mistrů UEFA    | Čtvrtfinále            | Fenerbahçe SK             | 2:0            | 1:2            | 3:2            |
| 2007/08 | Liga mistrů UEFA    | Semifinále             | Liverpool FC              | 3:2            | 1:1            | 4:3            |
| 2007/08 | Liga mistrů UEFA    | Finále                 | Manchester United FC      | 1:1 (5:6 pen.) | 1:1 (5:6 pen.) | 1:1 (5:6 pen.) |
| 2008/09 | Liga mistrů UEFA    | Základní skupina A     | FC Girondins de Bordeaux  | 4:0            | 1:1            | 2. místo       |
| 2008/09 | Liga mistrů UEFA    | Základní skupina A     | CFR Cluj                  | 2:1            | 0:0            | 2. místo       |
| 2008/09 | Liga mistrů UEFA    | Základní skupina A     | AS Roma                   | 1:0            | 1:3            | 2. místo       |
| 2008/09 | Liga mistrů UEFA    | Osmifinále             | Juventus FC               | 1:0            | 2:2            | 3:2            |
| 2008/09 | Liga mistrů UEFA    | Čtvrtfinále            | Liverpool FC              | 4:4            | 3:1            | 7:5            |
| 2008/09 | Liga mistrů UEFA    | Semifinále             | FC Barcelona              | 1:1            | 0:0            | 1:1            |
| 2009/10 | Liga mistrů UEFA    | Základní skupina D     | FC Porto                  | 1:0            | 1:0            | 1. místo       |
| 2009/10 | Liga mistrů UEFA    | Základní skupina D     | APOEL FC                  | 2:2            | 1:0            | 1. místo       |
| 2009/10 | Liga mistrů UEFA    | Základní skupina D     | Atlético Madrid           | 4:0            | 2:2            | 1. místo       |
| 2009/10 | Liga mistrů UEFA    | Osmifinále             | FC Internazionale Milano  | 0:1            | 1:2            | 1:3            |
| 2010/11 | Liga mistrů UEFA    | Základní skupina F     | MŠK Žilina                | 2:1            | 4:1            | 1. místo       |
| 2010/11 | Liga mistrů UEFA    | Základní skupina F     | Olympique de Marseille    | 2:0            | 0:1            | 1. místo       |
| 2010/11 | Liga mistrů UEFA    | Základní skupina F     | FK Spartak Moskva         | 4:1            | 2:0            | 1. místo       |
| 2010/11 | Liga mistrů UEFA    | Osmifinále             | FC København              | 0:0            | 2:0            | 2:0            |
| 2010/11 | Liga mistrů UEFA    | Čtvrtfinále            | Manchester United FC      | 0:1            | 1:2            | 1:3            |
| 2011/12 | Liga mistrů UEFA    | Základní skupina E     | Bayer 04 Leverkusen       | 2:0            | 1:2            | 1. místo       |
| 2011/12 | Liga mistrů UEFA    | Základní skupina E     | Valencia CF               | 3:0            | 1:1            | 1. místo       |
| 2011/12 | Liga mistrů UEFA    | Základní skupina E     | KRC Genk                  | 5:0            | 1:1            | 1. místo       |
| 2011/12 | Liga mistrů UEFA    | Osmifinále             | SSC Napoli                | 4:1            | 1:3            | 5:4            |
| 2011/12 | Liga mistrů UEFA    | Čtvrtfinále            | SL Benfica                | 2:1            | 1:0            | 3:1            |
| 2011/12 | Liga mistrů UEFA    | Semifinále             | FC Barcelona              | 1:0            | 2:2            | 3:2            |
| 2011/12 | Liga mistrů UEFA    | Finále                 | FC Bayern Mnichov         | 1:1 (4:3 pen.) | 1:1 (4:3 pen.) | 1:1 (4:3 pen.) |
| 2012    | Superpohár UEFA     | Finále                 | Atlético Madrid           | 1:4            | 1:4            | 1:4            |
| 2012/13 | Liga mistrů UEFA    | Základní skupina E     | Juventus FC               | 2:2            | 0:3            | 3. místo       |
| 2012/13 | Liga mistrů UEFA    | Základní skupina E     | FC Nordsjælland           | 6:1            | 4:0            | 3. místo       |
| 2012/13 | Liga mistrů UEFA    | Základní skupina E     | FK Šachtar Doněck         | 3:2            | 1:2            | 3. místo       |
| 2012/13 | Evropská liga UEFA  | Šestnáctifinále        | AC Sparta Praha           | 1:1            | 1:0            | 2:1            |
| 2012/13 | Evropská liga UEFA  | Osmifinále             | FC Steaua București       | 3:1            | 0:1            | 3:2            |
| 2012/13 | Evropská liga UEFA  | Čtvrtfinále            | FK Rubin Kazaň            | 3:1            | 2:3            | 5:4            |
| 2012/13 | Evropská liga UEFA  | Semifinále             | FC Basel 1893             | 3:1            | 2:1            | 5:2            |
| 2012/13 | Evropská liga UEFA  | Finále                 | SL Benfica                | 2:1            | 2:1            | 2:1            |
| 2013    | Superpohár UEFA     | Finále                 | FC Bayern Mnichov         | 2:2 (4:5 pen.) | 2:2 (4:5 pen.) | 2:2 (4:5 pen.) |
| 2013/14 | Liga mistrů UEFA    | Základní skupina E     | FC Schalke 04             | 3:0            | 3:0            | 1. místo       |
| 2013/14 | Liga mistrů UEFA    | Základní skupina E     | FC Basel 1893             | 1:2            | 0:1            | 1. místo       |
| 2013/14 | Liga mistrů UEFA    | Základní skupina E     | FC Steaua București       | 1:0            | 4:0            | 1. místo       |
| 2013/14 | Liga mistrů UEFA    | Osmifinále             | Galatasaray SK            | 2:0            | 1:1            | 3:1            |
| 2013/14 | Liga mistrů UEFA    | Čtvrtfinále            | Paris Saint−Germain FC    | 2:0            | 1:3            | 3:3            |
| 2013/14 | Liga mistrů UEFA    | Semifinále             | Atlético Madrid           | 1:3            | 0:0            | 1:3            |
| 2014/15 | Liga mistrů UEFA    | Základní skupina G     | FC Schalke 04             | 1:1            | 5:0            | 1. místo       |
| 2014/15 | Liga mistrů UEFA    | Základní skupina G     | Sporting CP               | 3:1            | 1:0            | 1. místo       |
| 2014/15 | Liga mistrů UEFA    | Základní skupina G     | NK Maribor                | 6:0            | 1:1            | 1. místo       |
| 2014/15 | Liga mistrů UEFA    | Osmifinále             | Paris Saint-Germain FC    | 2:2            | 1:1            | 3:3            |
| 2015/16 | Liga mistrů UEFA    | Základní skupina G     | Maccabi Tel Aviv FC       | 4:0            | 4:0            | 1. místo       |
| 2015/16 | Liga mistrů UEFA    | Základní skupina G     | FC Porto                  | 2:0            | 1:2            | 1. místo       |
| 2015/16 | Liga mistrů UEFA    | Základní skupina G     | FK Dynamo Kyjev           | 2:1            | 0:0            | 1. místo       |
| 2015/16 | Liga mistrů UEFA    | Osmifinále             | Paris Saint-Germain FC    | 1:2            | 1:2            | 2:4            |
| 2017/18 | Liga mistrů UEFA    | Základní skupina C     | Qarabağ FK                | 6:0            | 4:0            | 2. místo       |
| 2017/18 | Liga mistrů UEFA    | Základní skupina C     | Atlético Madrid           | 1:1            | 2:1            | 2. místo       |
| 2017/18 | Liga mistrů UEFA    | Základní skupina C     | AS Roma                   | 3:3            | 0:3            | 2. místo       |
| 2017/18 | Liga mistrů UEFA    | Osmifinále             | FC Barcelona              | 1:1            | 0:3            | 1:4            |
| 2018/19 | Evropská liga UEFA  | Základní skupina L     | PAOK Soluň                | 4:0            | 1:0            | 1. místo       |
| 2018/19 | Evropská liga UEFA  | Základní skupina L     | MOL Vidi FC               | 1:0            | 2:2            | 1. místo       |
| 2018/19 | Evropská liga UEFA  | Základní skupina L     | FK BATE                   | 3:1            | 1:0            | 1. místo       |
| 2018/19 | Evropská liga UEFA  | Šestnáctifinále        | Malmö FF                  | 3:0            | 2:1            | 5:1            |
| 2018/19 | Evropská liga UEFA  | Osmifinále             | FK Dynamo Kyjev           | 3:0            | 5:0            | 8:0            |
| 2018/19 | Evropská liga UEFA  | Čtvrtfinále            | SK Slavia Praha           | 4:3            | 1:0            | 5:3            |
| 2018/19 | Evropská liga UEFA  | Semifinále             | Eintracht Frankfurt       | 1:1            | 1:1            | 2:2 (4:3 pen.) |
| 2018/19 | Evropská liga UEFA  | Finále                 | Arsenal FC                | 4:1            | 4:1            | 4:1            |
| 2019    | Superpohár UEFA     | Finále                 | Liverpool FC              | 2:2 (4:5 pen.) | 2:2 (4:5 pen.) | 2:2 (4:5 pen.) |
| 2019/20 | Liga mistrů UEFA    | Základní skupina H     | Valencia CF               | 0:1            | 2:2            | 2. místo       |
| 2019/20 | Liga mistrů UEFA    | Základní skupina H     | Lille OSC                 | 2:1            | 2:1            | 2. místo       |
| 2019/20 | Liga mistrů UEFA    | Základní skupina H     | AFC Ajax                  | 4:4            | 1:0            | 2. místo       |
| 2019/20 | Liga mistrů UEFA    | Osmifinále             | FC Bayern Mnichov         | 0:3            | 1:4            | 1:7            |
| 2020/21 | Liga mistrů UEFA    | Základní skupina E     | Sevilla FC                | 0:0            | 4:0            | 1. místo       |
| 2020/21 | Liga mistrů UEFA    | Základní skupina E     | FK Krasnodar              | 1:1            | 4:0            | 1. místo       |
| 2020/21 | Liga mistrů UEFA    | Základní skupina E     | Stade Rennais FC          | 3:0            | 2:1            | 1. místo       |
| 2020/21 | Liga mistrů UEFA    | Osmifinále             | Atlético Madrid           | 2:0            | 1:0            | 3:0            |
| 2020/21 | Liga mistrů UEFA    | Čtvrtfinále            | FC Porto                  | 0:1            | 2:0            | 2:1            |
| 2020/21 | Liga mistrů UEFA    | Semifinále             | Real Madrid CF            | 2:0            | 1:1            | 3:1            |
| 2020/21 | Liga mistrů UEFA    | Finále                 | Manchester City FC        | 1:0            | 1:0            | 1:0            |
| 2021    | Superpohár UEFA     | Finále                 | Villarreal CF             | 1:1 (6:5 pen.) | 1:1 (6:5 pen.) | 1:1 (6:5 pen.) |
| 2021/22 | Liga mistrů UEFA    | Základní skupina       | Juventus FC               | 0:1            | 4:0            | 2. místo       |
| 2021/22 | Liga mistrů UEFA    | Základní skupina       | Zenit Petrohrad           | 1:0            | 3:3            | 2. místo       |
| 2021/22 | Liga mistrů UEFA    | Základní skupina       | Malmö FF                  | 4:0            | 1:0            | 2. místo       |
| 2021/22 | Liga mistrů UEFA    | Osmifinále             | Lille                     | 2:0            | 2:1            | 4:1            |
| 2021/22 | Liga mistrů UEFA    | Čtvrtfinále            | Real Madrid               | 1:3            | 3:2 (p.)       | 4:5            |
| 2022/23 | Liga mistrů UEFA    | Základní skupina       | AC Milán                  | 3:0            | 2:0            | 1. místo       |
| 2022/23 | Liga mistrů UEFA    | Základní skupina       | Red Bull Salzburg         | 1:1            | 2:1            | 1. místo       |
| 2022/23 | Liga mistrů UEFA    | Základní skupina       | Dinamo Záhřeb             | 0:1            | 2:1            | 1. místo       |
| 2022/23 | Liga mistrů UEFA    | Osmifinále             | Borussia Dortmund         | 2:0            | 0:1            | 2:1            |
| 2022/23 | Liga mistrů UEFA    | Čtvrtfinále            | Real Madrid               | 0:2            | 0:2            | 0:4            |